# ポラリア

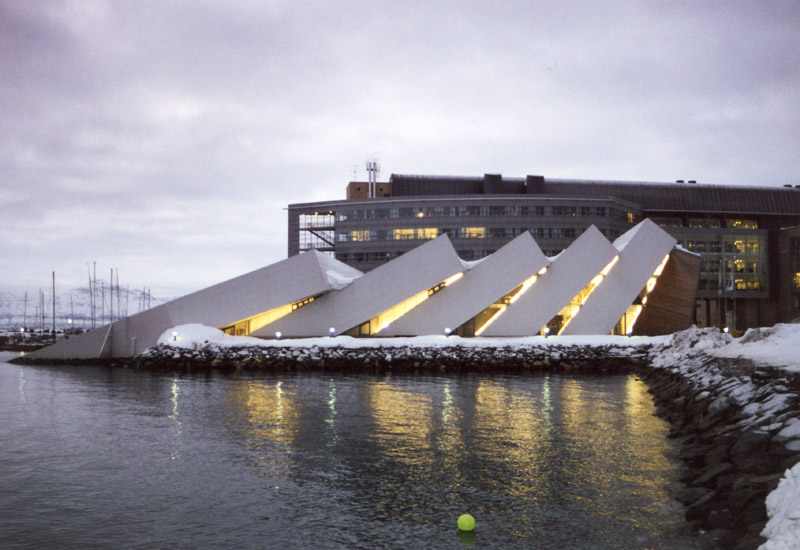
北側から見たポラリア

ポラリア（Polaria）はノルウェー北部の都市トロムソのトロムソイヤ島にある世界最北の水族館である。

## 解説
1998年5月にオープンしたポラリアは、同国内中部のベルゲンにあるような科学的な水族館ではなく、子供向けの展示を特徴とした教育目的の水族館である。
スバールバル諸島の島々に関する展示が多く、 5画面のパノラマシアター、北極探索の機器、動物のはく製、永久凍土の再現などが展示される「北極遊歩道」エリア、地元の海洋生物の展示、岩礁の生物、稚魚、その他子供向けの展示等が並ぶ。展示の目玉は、アゴヒゲアザラシである。アザラシの囲いの側面に観賞用の窓が付いており、下からアザラシを見上げることができる。また、トンネル通路もあり、より自然な環境で展示を眺めることができる。
建物自体も魅力的である。北極の荒れた海によって押し上げられた流氷をイメージしたデザインであり、港の向かいの本土にある北極大聖堂と調和している。
ポラリアから100m離れた別館の博物館には、ノルウェーで最も有名なアザラシ猟船の1つであるポルスティエルナ（T-80-T）が保存されている。この博物館のチケットはポラリアで購入できる。